# Khí tài
Khí tài là từ gọi chung cho những dụng cụ, thiết bị, máy móc dùng trong quân sự để chỉ huy người lính, điều khiển phương tiện chiến đấu, nhưng không có tác dụng trực tiếp tiêu diệt đối phương. Khí tài được sử dụng độc lập hoặc ghép với phương tiện khác thành tổ hợp hệ thống khí tài.
Ví dụ: Khí tài quang học